# FC Hulbuk Vose
Der Football Club Hulbuk Vose (tadschikisch Клуби футболи Ҳулбук) ist ein tadschikischer Fußballverein aus Hulbuk in der Provinz Chatlon. Aktuell, Stand April 2025, spielt der Verein in der höchsten Liga des Landes, der Wysschaja Liga.

## Geschichte
Der Verein wurde 1992 als Hulbuk Vose in der Vose gegründet. 1993 startete Verein in der ersten Liga. In seiner ersten Spielzeit belegte der Verein den zwölften Tabellenplatz. 1997 wurde der Verein in Randzhbar Vose umbenannt. Am Ende der Spielzeit 1997 feierte der Verein die Vizemeisterschaft des Landes. Nach der Saison 1999 wurde der Verein aufgelöst. 2005 wurde der Verein unter seinem historischen Namen Hulbuk Vose reaktiviert. 2024 feierte der Verein die Meisterschaft der zweiten Liga und stieg wieder in die erste Liga auf.

## Erfolge
- Tadschikischer Vizemeister: 1997
- Tadschikischer Zweitligameister: 2024  ▲
- Tadschikische Pokalfinalist: 1997/98

## Trainer
| Trainer            | Nation        | von             | bis   |
| ------------------ | ------------- | --------------- | ----- |
| Jaloliddin Majidov | Tadschikistan | 20. Januar 2025 | heute |

## Saisonplatzierung
| Saison | Liga                    | Platz | Tajik Cup    |
| ------ | ----------------------- | ----- | ------------ |
| 1993   | Wysschaja Liga          | 12.   |              |
| 1994   | Wysschaja Liga          | 10.   |              |
| 1995   | Wysschaja Liga          | 8.    |              |
| 1996   | Wysschaja Liga          | 9.    |              |
| 1997   | Wysschaja Liga          | 2.    |              |
| 1998   | Wysschaja Liga          | 5.    | 2. (1997/98) |
| 1999   | Wysschaja Liga          | 9.    |              |
| 2024   | Tajikistan First League | 1.    |              |
| 2025   | Wysschaja Liga          |       |              |